# RWS Bruxelles

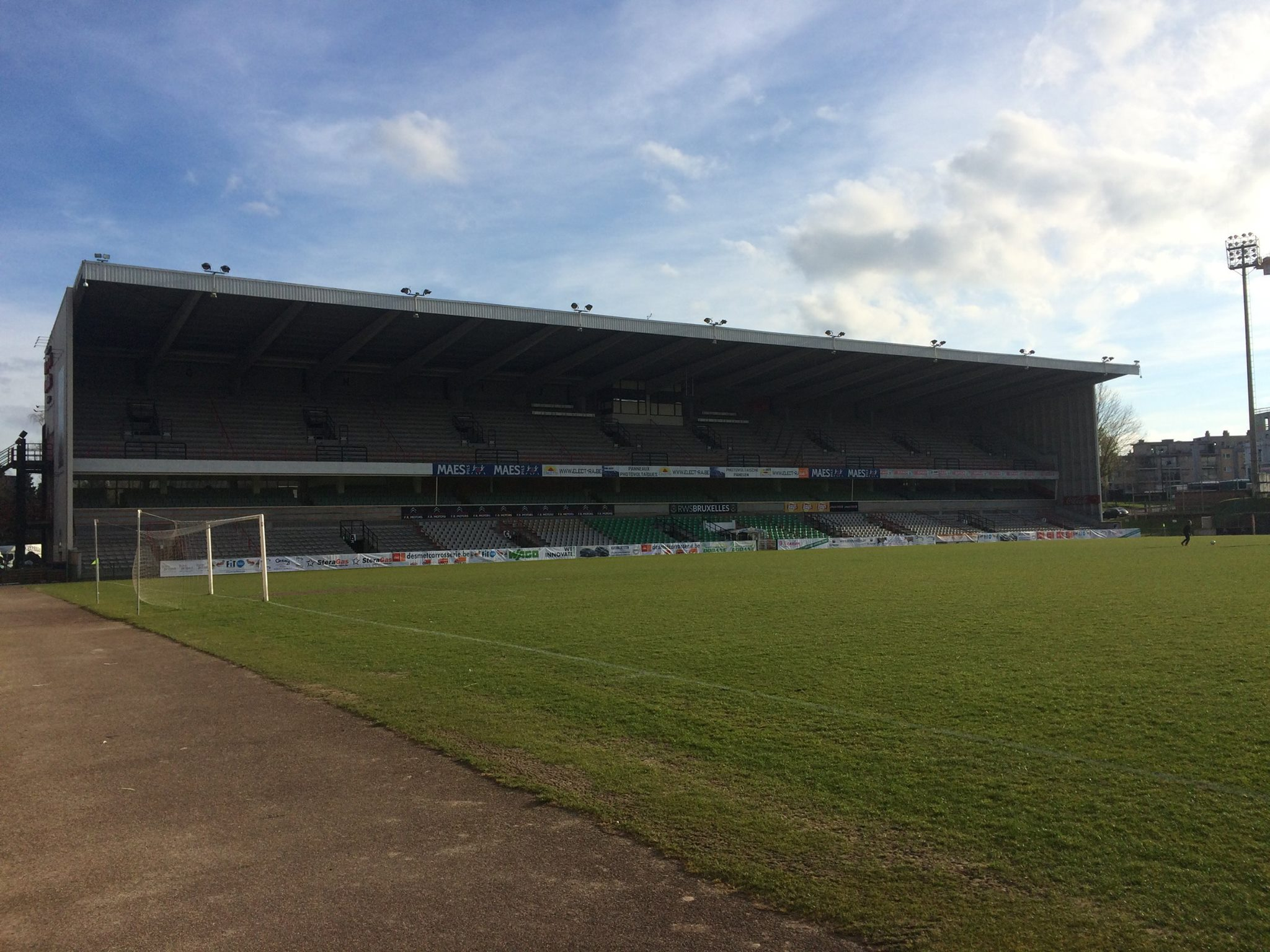
Stade Edmond Machtens v roce 2016

RWS Bruxelles (celým názvem Royal White Star Bruxelles) je belgický fotbalový klub z obce Molenbeek-Saint-Jean v Bruselském regionu. Byl založen roku 1948 jako Kapelleveld Football Club. Svá domácí utkání hraje na stadionu Stade Edmond Machtens s kapacitou 11 000 míst, který sdílí s klubem Racing White Daring Molenbeek. Klubové barvy jsou černá a bílá.
Název Royal White Star Bruxelles má klub od roku 2013.

## Logo
Kruhové klubové logo je provedeno v černé a bílé barvě. Dominuje mu bílá pěticípá hvězda s protaženými cípy na černém pozadí (stylizovaném jako hvězdná obloha), kterou obepíná lem s textem RWS v horní a BRUXELLES v dolní části.